# Hamburgisches Wörterbuch
Das Hamburgische Wörterbuch ist ein wissenschaftliches Wörterbuch der Mundarten Hamburgs. Sein Erfassungsgebiet deckt sich im Wesentlichen mit den heutigen Grenzen der Hansestadt Hamburg.

## Typus
Das Hamburgische Wörterbuch ist ein historisches Wörterbuch, dessen gesammeltes Material aus dem 13. bis 20. Jahrhundert stammt, also einen Zeitraum von acht Jahrhunderten umfasst. Die Darstellung im Wörterbuch reicht aber nur in Ausnahmefällen über das 17. Jahrhundert zurück, da die älteren Belege in der Regel im Mittelniederdeutschen Wörterbuch Berücksichtigung finden.
Die Stichwörter sind alphabetisch angeordnet. Angaben zur Grammatik, Bedeutung und zeitlichen Einordnung sind Grundbestandteile jedes Artikels. Gegebenenfalls werden Formvarianten des Stichworts sowie geographische und stilistische Markierungen geboten. Satzbeispiele verdeutlichen den grammatischen und semantischen Gebrauch. Sachaspekte erfahren bei ortstypischen Befunden ausführlichere Behandlung. Vielfältige Verweise machen den Wortschatz von Sachkomplexen erschließbar. An Eigennamen finden mundartspezifische Vornamen und – mit Einschränkung – Ortsnamen als Stichwörter Eingang ins Wörterbuch. Flur- und Straßennamen werden unter denjenigen (appellativischen) Stichwörtern mitgeteilt, aus denen sie hervorgegangen sind und über deren Alter und Verbreitung sie Auskunft geben können. Mit Redensarten, Sprichwörtern, Reimen und Bräuchen wird auch volkskundlichen Interessen Rechnung getragen.

## Geschichte
Die Arbeitsstelle wurde 1917 von Conrad Borchling und Agathe Lasch am Deutschen Seminar (seit 1919 Germanisches Seminar der Universität) der Universität Hamburg gegründet. Detailplanung und Organisation der Sammlung lagen in den Händen Agathe Laschs, die neben der Wahrnehmung anderer Pflichten und Aufgaben auch selbst, unterstützt von nur wenigen Hilfskräften, viel sammelte und exzerpierte. Die Arbeitsstelle hatte auch in der Nachfolge Laschs (sie wurde als Jüdin 1934 aus dem Staatsdienst entlassen) zunächst keine feste, ausschließlich dem Wörterbuch gewidmete Wissenschaftlerstelle. Diese wurde erst 1952 in Form einer Stelle für eine(n) Wissenschaftliche(n) Angestellte(n) geschaffen und mit Käthe Scheel besetzt, die in den Jahren zuvor als freie Mitarbeiterin am Wörterbuch bzw. als Assistentin am Germanischen Seminar schon umfangreiche Sammlungs- und Ordnungsarbeiten durchgeführt hatte.
1956 begann die Publikation des Wörterbuchs. Mit dem fünften Band wurde 2006 die Herausgabe des Hamburgischen Wörterbuchs abgeschlossen.